# سانتا ماریا کوگیناس
سانتا ماریا کوگیناس (به ایتالیایی: Santa Maria Coghinas) یک کومونه در ایتالیا است که در استان ساساری واقع شده‌است. سانتا ماریا کوگیناس ۲۲٫۰ کیلومتر مربع مساحت و ۱٬۴۳۰ نفر جمعیت دارد و ۲۱ متر بالاتر از سطح دریا واقع شده‌است.